# Beltiug
Beltiug (Krasznabéltek en hongrois, Bildegg en allemand) est une commune roumaine du județ de Satu Mare, dans la région historique de Transylvanie et dans la région de développement du Nord-ouest.

## Géographie
La commune de Beltiug est située dans le sud du județ, entre la plaine du Someș et les collines de la Crasna, sur la rive droite de la rivière Crasna, à 13 km au sud d'Ardud et à 32 km au sud de Satu Mare, le chef-lieu du județ.
La municipalité est composée des six villages suivants (population en 2002) :
- Beltiug (1 320), siège de la commune ;
- Bolda (107) ;
- Ghirișa (726) ;
- Giungi (203) ;
- Rătești (689) ;
- Șandra (233).

## Histoire
La première mention écrite du village de Beltiug date de 1216 mais le village de Giungi est signalé dès 1215 sous le nom de Perlu. Ghirișa apparaît ne 1367 et Șandra en 1387 tandis que Rătești n'est signalé qu'en 1423.
La légende raconte que le roi Ladislas Ier de Hongrie aurait battu les Coumans près de Beltiug en 1086.
La commune, qui appartenait au royaume de Hongrie, faisait partie de la principauté de Transylvanie et elle en a donc suivi l'histoire. Les différents villages de la commune ont appartenu pendant le Moyen Âge aux domaines des Drágfi, famille noble roumaine originaire de Marmatie qui ont d'ailleurs porté le nom de Drágfi de Beltiug; Ces domaines devinrent au XVIIIe siècle propriétés des Károlyi, grande famille de la noblesse hongroise qui encouragèrent l'installation de colons allemands dans leurs domaines.
En 1843, le village de Ghirișa fut la proie d'un terrible incendie et, en 1862, Belciug fut à son tour incendié.
Après le compromis de 1867 entre Autrichiens et Hongrois de l'empire d'Autriche, la principauté de Transylvanie disparaît et, en 1876, le royaume de Hongrie est partagé en comitats. Beltiug intègre le comitat de Szatmár (Szatmár vármegye).
À la fin de la Première Guerre mondiale, l'Empire austro-hongrois disparaît et la commune rejoint la Grande Roumanie au traité de Trianon.
En 1940, à la suite du deuxième arbitrage de Vienne, elle est annexée par la Hongrie jusqu'en 1944, période durant laquelle sa communauté juive est exterminée par les nazis. À la fin de la guerre, quelque 200 habitants de nationalité allemande sont déportés en URSS. Beltiug réintègre la Roumanie après la Seconde Guerre mondiale au traité de Paris en 1947.
En 1967, des archéologues découvrirent dans le village de Rătești un trésor composé de 609 monnaies en argent du XVIIe siècle.

## Politique
Le conseil municipal de Beltiug compte 13 sièges de conseillers municipaux. À l'issue des élections municipales de juin 2008, Emeric Pleth (Forum Démocratique des Allemands de Roumanie) a été élu maire de la commune.
| Parti                                        | Nombre de conseillers |
| -------------------------------------------- | --------------------- |
| Union démocrate magyare de Roumanie (UDMR)   | 4                     |
| Forum démocratique des Allemands de Roumanie | 4                     |
| Parti national libéral (PNL)                 | 2                     |
| Parti social-démocrate (PSD)                 | 2                     |
| Parti démocrate-libéral (PD-L)               | 1                     |

## Religions
En 2002, la composition religieuse de la commune était la suivante :
- Catholiques romains, 39,74 % ;
- Chrétiens orthodoxes, 37,33 % ;
- Réformés, 20,19 % ;
- Grecs-Catholiques, 1,12 %.

## Démographie
La commune de Beltioug a compté une très importante communauté allemande jusqu'à la révolution de 1989 où de nombreux habitants ont profité des nouvelles libertés pour regagner leur patrie d'origine, quittée souvent depuis plusieurs siècles.
En 1910, à l'époque austro-hongroise, la commune comptait 3 550 Hongrois (60,43 %), 1 214 Roumains (20,66 %) et 1 091 Allemands (18,57 %) ,.
En 1930, on dénombrait 2 345 Allemands (36,32 %), 2 031 Hongrois (31,45 %), 1 827 Roumains (28,29 %), 121 Tsiganes (1,87 %), 107 Juifs (1,66 %) et 20 Ukrainiens (0,31 %) .
En 2002, la commune comptait 1 234 Roumains (37,64 %), 1 094 Hongrois (33,37 %), 494 Allemands (15,07 %) et 494 Tsiganes (13,36 %). On comptait à cette date 1 687 ménages et 1 596 logements.
| 1880  | 1890  | 1900  | 1910  | 1920  | 1930  | 1941  | 1956  | 1966  |
| ----- | ----- | ----- | ----- | ----- | ----- | ----- | ----- | ----- |
| 4 372 | 4 938 | 5 304 | 5 875 | 6 087 | 6 457 | 6 509 | 6 583 | 6 002 |

| 1977  | 1992  | 2002  | 2007  | - | - | - | - | - |
| ----- | ----- | ----- | ----- | - | - | - | - | - |
| 5 255 | 3 683 | 3 278 | 3 222 | - | - | - | - | - |

## Économie
L'économie de la commune repose sur l'agriculture (nombreuses vignes) et l'élevage.

## Communications

### Routes
Beltiug est située sur la route nationale DN19A (route européenne 81) Satu Mare-Zalău-Cluj-Napoca. La route régionale DJ196A mène vers Stâna au sud-est.
Les villages de Giungi et Ghireșa sont situés sur la route DJ195A qui rejoint Acâș au sud et Ardud au nord. Rătești est desservi par la route DJ193A qui mène vers Socond à l'est.

## Lieux et monuments

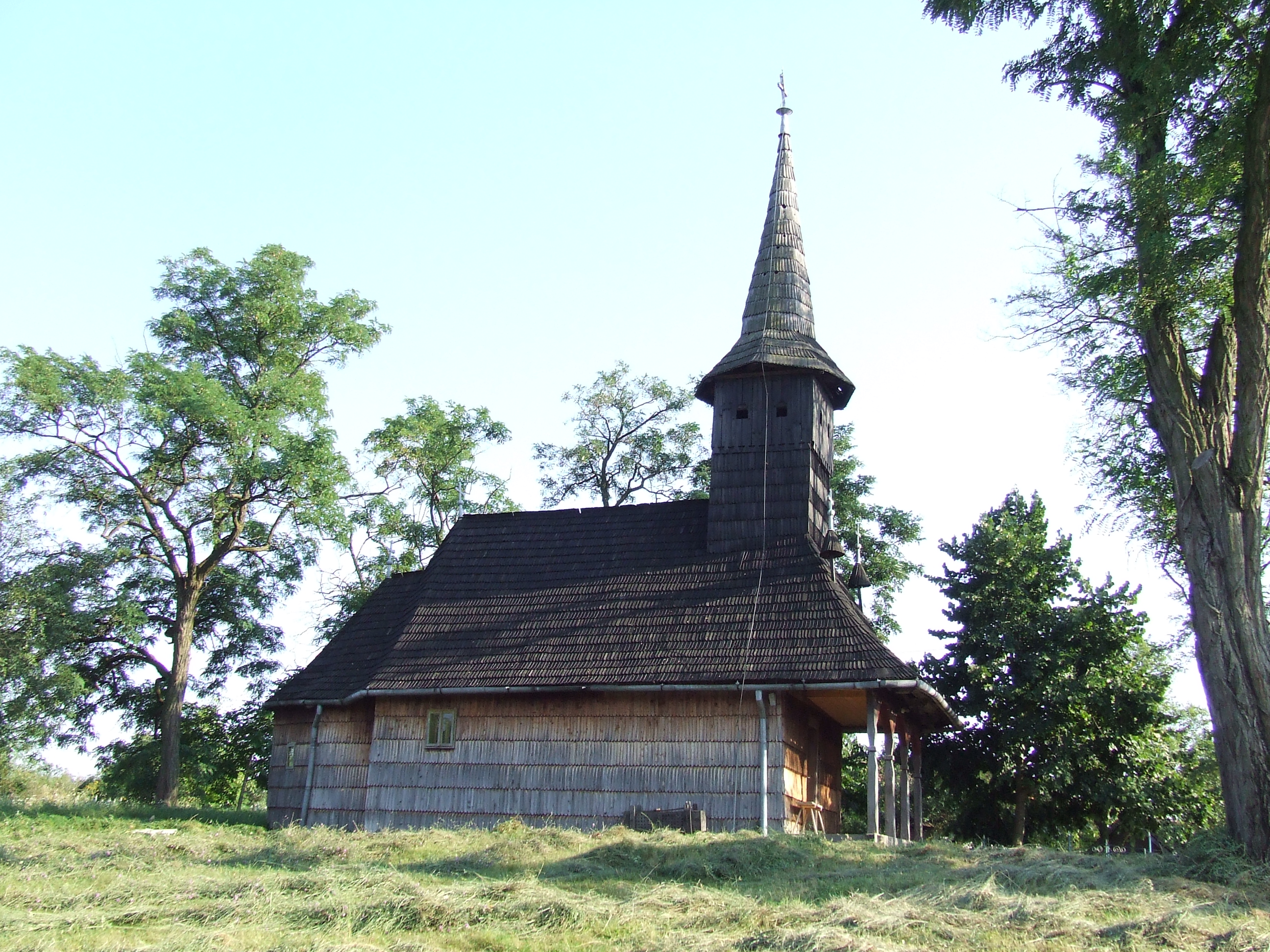
L'église de Bolda

- Beltiug, église catholique romaine St Ladislas de style gothique, datée de 1482 tour à tour catholique et protestante, classée monument historique[12],[13].
- Bolda, église orthodoxe en bois de la Dormition de la Vierge datant du XVIIIe siècle, classée monument historique[12].
- Șandra, église catholique romaine datant de 1783[12].
- Rătești, église catholique romaine St Florian datant de 1817[12].
- Giungi, église orthodoxe de 1800[12].
- Ghireșa, église réformée de 1794-1798[14].